# Ruth Baza
Ruth Baza (Madrid, 29 de febrero de 1972) es una escritora y fotógrafa española. Ha sido periodista, corresponsal y columnista. Enmarcada dentro de la Generación X por su aportación a la literatura española durante los años 90 y principios del siglo XXI,comparte con autores como Gabriela Bustelo, Roger Wolfe o Nicolás Casariego un estilo literario impregnado por la estética del rock, la cultura audiovisual y comercial, fundamentalmente anglosajona, el pesimismo y las angustias existenciales, reforzado con un lenguaje entre lírico, crítico y directo.

## Biografía
Ruth Baza nació en Madrid el 29 de febrero de 1972. Sus padres se separaron cuando era muy pequeña y, debido al trabajo de su padre, pasó buena parte de su infancia fuera de España. Según relata la autora Alina Fernández en una larga entrevista que publicó en su libro Una hoja de lechuga, 
“Por estas circunstancias de la separación, Ruth viajaba de un lugar a otro como un pájaro migratorio. Vivía con sus abuelos y su madre por largas temporadas. Su abuelo judío fue su amigo y cómplice, su maestro. Y de pronto se hallaba con su padre, que tenía otra vida tan distinta en países tan diferentes. Su abuelo la inició en la música y la literatura. Estaba sumergida en los estudios, en la danza. En Europa tenía una vida de niña feliz, aunque en un mundo de adultos”.
En 1990 se matriculó en la NYU, para estudiar Media, Culture and Communications, alternando sus colaboraciones como corresponsal en la revista Interfilms y El Mundo. Finalmente, tras un semestre, abandonó la carrera para dedicarse de lleno a su trabajo, fijando su residencia en esta ciudad y Madrid hasta 1997. 
En 1998 se trasladó a Tokio, donde continuó escribiendo para diferentes medios a la vez que comenzaba su faceta literaria y artística.
En 1999 reconoció públicamente que padecía anorexia y depresión crónica desde los once años.

## Trayectoria

#### Como periodista
Corresponsal y periodista independiente desde los 17 años ha desarrollado gran parte de su carrera en Estados Unidos. Ha escrito en diversos medios de comunicación como Cosmopolitan, GQ, The Guardian, Interviú, Cambio 16, El Semanal, El Correo, Cinemanía, Zero o Primera Línea, especializándose en el género de la entrevista, aportando a éste una forma literaria, alejada de convencionalismos, más cercana a la conversación escrita, que a las meras preguntas y respuestas, que ejerció en particular en los suplementos dominicales y culturales del diario El Mundo -Magazine, La Esfera, Metrópoli, 7 Días, Crónica y La Revista- entre 1990 y 1998. Destacan figuras como Anjelica Huston, Iggy Pop, Isabella Rosellini, Kathy Bates, Slash o K.D. Lang entre muchos otros.
Entre 1994 y 2003, consiguió algunos éxitos muy renombrados, como sus entrevistas al esquivo actor francés Gerard Depardieu en Cinemanía; el excéntrico Dennis Rodman para la edición española de GQ en el número de abril-mayo de 1997, que se atrevió a publicar la controvertida portada del exjugador de la NBA posando con la modelo y actriz Rebecca Romijn que fue censurada en EE. UU. por ser considerada peligrosa, tanto por su contenido erótico como por su componente racial; el irreverente locutor de radio Howard Stern e Ivanka Trump, siendo ésta la primera y única entrevista de la joven para un medio europeo cuando solo contaba 15 años, para el suplemento dominical El Semanal, del que fue portada además de objeto de un extenso posado de moda que se publicó el 21 de septiembre de 1997 bajo el título Ivanka Trump o cómo triunfar a los 15 años. Ruth Baza escribió de forma profética al final del reportaje «A Ivanka Trump no le falta de nada para convertirse en la nueva princesa de América. Ni físico, ni personalidad, ni dinero».
En el diario El Correo, además de escribir una columna de opinión en el suplemento semanal Evasión, publicó sus entrevistas con Yoko Ono y Candida Royalle.
A lo largo de su carrera, ha escrito tanto reportajes de calado social (análisis sobre el auge del fascismo juvenil en estas dos últimas décadas; progresismo, traumas y reivindicaciones de la mujer del siglo XXI  o el poder rosa ), como sobre temas relacionados con la contracultura, la sociedad estadounidense, arte y arquitectura del siglo XX. 
Fue tertuliana en los programas En el Calor de la Noche de Radio Minuto y Caliente y Frío de Onda Cero durante 1999 y 2000. Entre 1999 y 2002 destaca su colaboración semanal en el programa matinal Día a la vista en Ràdio 4 (RNE) , presentado por Jordi González, con una sección dedicada al mundo de la Cultura.

#### Como escritora
En 1999, debutó con La vida intermitente, un libro documental que se aleja de la narrativa convencional, al ser una mezcla entre entrevista y road movie. La novela saca a la luz la estética del rock y del cine más mórbida y perversa, y fue a juicio de la crítica, un retrato perfecto del espíritu o la falta de espíritu de una generación consumista, nihilista y caprichosa que se desenvuelve perfectamente en el caos, caminando al filo del abismo e intentando llenar su propio vacío con más vacío. Juan Gómez-Jurado de ABC la incluye entre las más radicales de aquel momento junto a American Psycho de Bret Easton Ellis, El último fín de la creación y Cuidad de hiel de Tim Willocks, Juventud caníbal, antología del horror extremo (varios autores), Estokolmo de Gustavo Escanlar y Paciente de Ben Watt.
La Vida Intermitente fue adaptada para el teatro por Pedro Pením, prestigioso actor portugués, director, dramaturgo y miembro fundador de la compañía Teatro Praga. La obra fue galardonada con el Premio Teatro Amador de Lisboa en 2000 como la Mejor obra del año.
También en la colección Reservoir Books, se incluyó su relato La luna falsita en la antología After hours: una muestra de "cult fiction". El almanaque reunió a un grupo de autores que, según defendía Javier Calvo en la introducción, «no siguen el mainstream sino que han tornado caminos independientes, manteniéndose fieles a si mismos».
Poco después, publicó La dolce vita, la biografía no autorizada de Alessandro Lecquio, un ensayo biográfico polémico y heterodoxo, respaldado y prologado por el escritor Leopoldo Alas. Lecquio trató de secuestrar el libro y demandó a la editorial y la autora por "presuntos" daños morales, entre otros motivos, porque la autora destapó y condenó en reiteradas ocasiones los malos tratos que infringió a varias mujeres, hechos que él minimizaba y de los que incluso se jactaba. La jueza instructora falló en contra de Lecquio de forma concluyente y en 2004 archivó el caso tras la sentencia del Tribunal Supremo, al que había invocado tras apelar también al Tribunal Superior de Justicia de Madrid y perder nuevamente el litigio.
En 2000, recurre de nuevo al diálogo y el ensayo biográfico en La primera vez: una producción de Elías Querejeta vertebrando una entrevista detrás de otra para compartir con el lector sus charlas íntimas, tanto con el productor como con un buen número de directores que trabajaron con él.
Ese mismo año, la editorial Manuscritos publica su poemario, Laponia, una de las primeras obras creadas únicamente para la Red. En noviembre suscribió un escrito junto a Fernando Arrabal, Fernando Maestre, Daniel Múgica, Antonio Dyaz, Joaquín Albaicín, Andrés Sorel, Isabel Vaquerizo y Fernando Claudín, rechazando la afirmación de Arturo Pérez-Reverte según la cual la última entrega del Capitán Alatriste era la primera novela española publicada en la Red.

#### Como fotógrafa
Fotógrafa autodidacta, comenzó a fotografiar profesionalmente en 1990 para muchos de los medios de comunicación en los que escribía, de modo que las imágenes formaran parte de sus artículos y entrevistas. Realizó retratos profundos y expresivos de personalidades de todo el mundo, mostrando su lado más humano, atractivo e incluso vulnerable para El Mundo, Primera Línea, Downtown, Popular1, El Gran Musical o El Correo.
Pero es su trabajo como fotógrafa musical el que más destaca en su trayectoria.
Tras la lente, ha capturado a bandas y artistas entre los que se encuentran Blur, Adam Ant, Sex Pistols, Willy DeVille, Paul McCartney, Roman Polanski, Lemmy, Nirvana, Tori Amos, Björk o Hundertwasser.
En 2021 por primera vez se autorretrató y lo hizo desnuda en blanco y negro para tratar de reconocerse en las imágenes porque vive en la distorsión física y el sufrimiento debido a sus patologías, y creó La Femme En Construction, el proyecto fotográfico más íntimo y arriesgado al que se ha enfrentado. “La Femme de Deuil, PART IV – Ruth Baza Self-portrait” fue exhibido en la galería MA-EC Gallery de Milán como parte de la exposición internacional L´Insostenibile leggerezza dell´essere, convirtiéndose en la representación icónica de la misma  
Entre julio y septiembre de 2023 formó parte de la exposición colectiva From Her To Eternity: The Women Who Photograph Music creada y comisariada por Courtney Love en Wabash Arts Corridor de Chicago junto a las mejores mujeres fotógrafas del mundo dedicadas a la música entre las que se encuentran Linda McCartney, Laura Levine, Sheila Rock, Katarina Benzova o Naomi Petersen   
En septiembre de 2023 presentó Art in the Sky, en Mercedes-Benz Fashion Week. Una exposición de imágenes inéditas de los grandes iconos musicales de los 90.

## Affaire Gérard Depardieu
El 19 de diciembre de 2023, en pleno "caso Depardieu", el diario La Vanguardia publicó un extenso reportaje  que detallaba que había sido violada el 12 de octubre de 1995 por el actor Gérard Depardieu en Paris, cuando solo tenía 23 años y ya padecía de anorexia y episodios depresivos,  tras realizar una entrevista en exclusiva al actor en las instalaciones de la antigua productora Roissy Films, para la revista Cinemanía. Sin embargo, no fue el diario catalán el primero en hacerse eco de la noticia ya que Baza desveló discretamente el suceso en el curso de una entrevista publicada por la mítica revista cultural El Duende en octubre de 2023.

Interpuso denuncia contra él, el 14 de diciembre en Málaga. La autora explicó que este acto permaneció oculto en su memoria hasta que, tras leer en abril de 2023 el reportaje de investigación publicado por Marine Turchi en el diario digital francés de investigación Mediapart, acerca de las revelaciones de presuntos abusos sexuales a 13 mujeres en Francia, la noticia la impactó tanto que le provocó “un detonante interno” que le llevó a descubrir en su diario personal de 1995, la descripción de la agresión en 9 páginas. Al releer estas notas personales, relató que recordó este evento traumático que su memoria había borrado   
En declaraciones a la Agencia EFE, Javier Angulo, el entonces director de ‘Cinemanía’, afirmó que Baza le contó al regresar de París que la entrevista había sido «muy desagradable», y que el actor hasta le había lanzado un casco de moto a la cabeza. «Venía traumatizada», pero no fue capaz de revelarle todo lo que había ocurrido al finalizar la entrevista.
Su denuncia es la tercera de seis interpuestas en Francia por presuntos abusos sexuales y violación. Los fiscales de París también investigan el aparente suicidio a principios de diciembre de 2023 de la actriz Emmanuelle Debever, de 60 años, quien afirmó haber sido agredida sexualmente hace décadas por Depardieu.
Después de Baza, tres mujeres más denunciaron al actor y éste fue detenido en abril de 2024. Se enfrenta a dos cargos por agresiones sexuales que supuestamente se cometieron en septiembre de 2021 contra dos mujeres en el rodaje de la película Les Volets Verts. El inicio del juicio estaba previsto para el 28 de octubre de 2024 pero se retrasó hasta marzo de 2025 por el presunto mal estado de salud del actor. Depardieu fue hallado culpable de ambos cargos y sentenciado a 18 meses de prisión con suspensión de la pena, y el pago de una indemnización a ambas víctimas.
Ruth Baza intentó quitarse la vida un día antes del aplazamiento del juicio  debido al grave estado de ansiedad y dolor que vive desde que su memoria desbloqueó los recuerdos del abuso.
La fiscalía de París pidió en agosto la apertura de otro juicio contra el actor francés por las presuntas violaciones a la actriz Charlotte Arnould en 2018.

## Reconocimiento
The Coalition For Women In Journalism  o CFWIJ es una reconocida organización sin fines de lucro con sede en Nueva York que funciona a nivel mundial, apoyada por Craig Newmark Philanthropies, y Women Press Freedom la han destacado entre las mujeres periodistas del año 2023 por denunciar una violación que ocurrió hace casi 30 años. No sólo resaltan que es encomiable sino también esencial en la lucha actual contra la violencia sexual y la cultura del silencio en los medios de comunicación y la industria del entretenimiento
La organización cree que la decisión de presentar una denuncia penal, a pesar del paso del tiempo y los obstáculos legales, es un paso importante hacia la consecución de justicia, no sólo para ella sino para todas las supervivientes de agresión sexual que se han sentido impotentes frente a figuras influyentees y esperan que su caso siente un precedente dado que la experiencia de Baza refleja una narrativa inquietante que es familiar para muchas mujeres en el periodismo, una profesión donde los desequilibrios de poder a menudo se explotan, lo que lleva a incidentes de acoso y agresión sexual. Su historia, en palabras de la organización, es particularmente conmovedora al resaltar los desafíos que enfrentan las mujeres que se atreven a hablar en contra de personas prominentes.

## Obra

#### Novela
- 1999 - La vida intermitente

#### Biografías y Ensayos
- 1999 - La dolce vita. Biografía no autorizada de Alessandro Lecquio. Prólogo de Leopoldo Alas Mínguez
- 2000 - La primera vez: una producción de Elías Querejeta
- 2002 - El imperio de los sentidos Edición Especial de la revista Cáñamo

#### Contribuciones en obras colectivas o de otros autores
- 1993 - Beatlemanía (opinión). Un año de rock `93
- 1999 - La luna falsita (relato). After Hours: una muestra de 'cult fiction
- 2001 - Vaginometría (relato). Evophat: the carrot, 58 visions.
- 2002 - Rewind (relato). VANIDAD The Skin I Lived
- 2002 - La cocina kosher psicoactiva (recetario). Apología de la marihuana
- 2021 - Tori Amos (Entrevista y Fotografías, Kinsale. Irlanda 1995: Ruth Baza) "Masturbarse es como crear música". Popular 1 Archivos. Vol.1
- 2024 - El último té con Richey James (Entrevista. Londres 1994). Kokotxas: Las mejores joyas del periodismo musical español. Escogida y compilada por el periodista, productor y crítico musical Bruno Galindo

#### Relato
- 1996 - Pavana para el difunto Ravel. Downtown Magazine
- 1996 - Los niños del domingo. Downtown Magazine
- 1999 - Aurora, una historia impresionista de prostitución en tres lonchas. Vanidad
- 2000 - Kousurata. Vanidad

#### Poesía
- 2000 - In2 Japan
- 2000 - Laponia
- 2000 - Santa Águeda / H2O Fiftyeasy

#### Catálogos
Ha colaborado con textos en catálogos de diversos artistas. También con el pintor valenciano Antonio de Felipe, con Petit, Norit, Yoplait, y otras Meninas del montón en su catálogo/libro Antonio de Felipe, editado por Fundación Bilbao Bizkaia Kutxa, 1996, junto con textos de Laura Revuelta, para la exposición en la Sala de Exposiciones de la Fundación Bilbao Bizkaia Kutxa, Bilbao, en 1996.

#### Instalaciones y contribuciones artísticas
En 2000 formó parte del proyecto internacional On the Road de la marca Levi Strauss al lado de otros cuatro creadores españoles para rendir homenaje a la Generación beat a partir del empleo de la palabra y la customización de una prenda mítica de sus catálogos. En octubre de ese mismo año también participó en la exposición Design Expressions by Lucky Strike , dentro de la 2.ª edición de muestras artísticas itinerantes de Circuit, Barcelona.
En 2007 expuso una habitación Victoriana con antigüedades y taxidermia antropomórfica en la 7.ª edición de FEM, Festival Edición Madrid de Jóvenes Creadores.